# Batalha de Shrewsbury

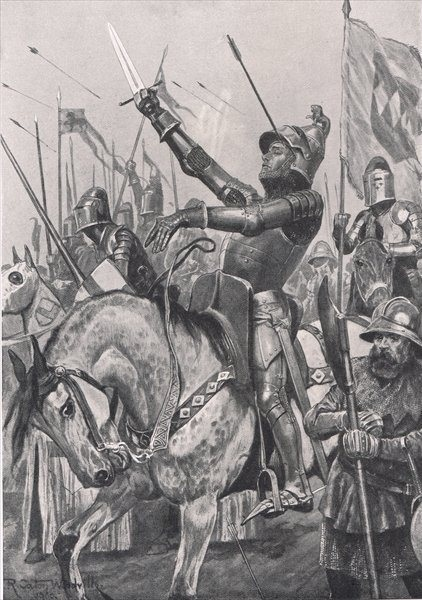
Morte de Henry "Harry Hotspur" Percy, a partir de uma ilustração de 1910 por Richard Caton Woodville Jr.

A Batalha de Shrewsbury foi travada em 21 de julho de 1403, travada entre um exército liderado pelo rei lancastriano Henrique IV e um exército rebelde liderado por Henry "Harry Hotspur" Percy de Northumberland. A batalha, a primeira em que arqueiros ingleses lutaram entre si em solo inglês, reafirmou a eficácia do arco longo e encerrou o desafio de Percy ao rei Henrique IV da Inglaterra.

## Antecedentes
Os Percys já haviam apoiado Henrique IV em uma guerra contra o rei Ricardo II da Inglaterra, que terminou quando Henrique IV assumiu o trono em 1399.  Os Percys posteriormente apoiaram Henrique IV no País de Gales, no início da rebelião de Owain Glyndŵr, e na Escócia, tanto em negociações quanto em conflitos contra os escoceses.
O rei Henrique IV tinha sido apoiado por um número de ricos proprietários de terras a quem ele havia prometido terras, dinheiro e favor real em troca de seu apoio contínuo. Quando a guerra terminou, as terras dentro e ao redor de Cumberland prometidas aos Percys foram dadas a um rival. O dinheiro prometido nunca se concretizou, e assim os Percys se revoltaram. Henry Percy, 1.º Conde de Northumberland, e Thomas Percy, 1.º Conde de Worcester, renunciaram publicamente à sua lealdade ao rei Henrique IV. Eles o acusaram de perjúrio porque ele reivindicou o trono, além de suas antigas terras e títulos, taxou o clero apesar de sua promessa de não sem o consentimento do Parlamento, prendeu e assassinou o rei Ricardo II, não permitiu uma eleição parlamentar livre e se recusou a pagar um resgate justo a Owain Glyndŵr, que estava então segurando Edmund Mortimer. O rei também manteve a custódia dos nobres escoceses capturados em Homildon Hill como prisioneiros de guerra, em vez de permitir que os Percys os libertassem para resgate.
Henry Percy, apelidado de "Hotspur", levantou um grupo inicialmente de cerca de 200 retentores no início de julho de 1403, e começou a longa marcha para o sul para encontrar seu tio, Thomas Percy. Alguns nobres se juntaram a ele, como Lord Bardolf, mas ele recrutou a maior parte de seu exército em Cheshire, uma área hostil a Henrique IV, que forneceu muitos soldados experientes, notavelmente seus arqueiros de Cheshire, alguns dos quais serviram como guarda-costas de Ricardo II. Henry Percy pode ter esperado reforços de Gales sob o comando do Príncipe de Gales, Owain Glyndŵr, mas ficou desapontado. Glyndŵr, na época lutando em Carmarthenshire, não sabia que Hotspur havia agido. Algumas forças galesas das fronteiras de Cheshire podem ter se juntado a ele. Os rebeldes então marcharam em direção a Shrewsbury, a cidade fortemente defendida do condado em Shropshire.
O rei Henrique IV só tomou conhecimento das forças de Percy em 12 de julho, aparentemente enquanto marchava um exército para o norte para ajudar os Percys contra os escoceses, recebendo a notícia em Burton-on-Trent. Ele pode ter antecipado a mudança de coração dos Percys, mas instantaneamente alterou seus planos para enfrentar a ameaça imediata representada pelos Percys. Ele mudou de direção e marchou para o oeste em direção a Shrewsbury com seu exército, chegando antes que os Percys pudessem capturar a cidade.
Ambas as forças chegaram à área de Shrewsbury em 20 de julho e montaram acampamento ao norte e ao sul do rio Severn, que contorna a cidade. Hotspur baseou-se inicialmente na casa de William Betton, seu exército acampando perto da cidade. No dia seguinte, as forças do rei cruzaram o Severn em Uffington, cerca de uma milha a leste de Shrewsbury, para cortar a linha de retirada de Percy para Chester. Eles falharam, e os exércitos assumiram posição em um campo que foi chamado de várias maneiras: "Haytleyfield", "Husefeld", "Berwykfeld", "Bolefeld". A batalha começou na mansão de Harlescott, cerca de uma milha a sudoeste de onde a Igreja do Campo de Batalha está agora. (O proprietário desta mansão, Richard Hussey, jurou a este fato sob juramento na corte do escheator em janeiro de 1416.) A batalha ocorreu em um grande campo de ervilhas.
As estimativas dos tamanhos dos dois exércitos variam muito, e as crônicas medievais estão sujeitas ao exagero. Annales Henrici Quarti afirma 14 000 soldados reais, muito menos do que a estimativa de Waurin de 60 000. Embora o exército de Henrique seja geralmente aceito como tendo sido maior, John Capgrave escrevendo na Crônica da Inglaterra cita o exército de Percy como 14 000.
Durante grande parte da manhã de sábado, 21 de julho, as duas forças se enfrentaram. Thomas Prestbury, o abade de Shrewsbury e o abade de Haughmond apresentaram os termos do rei. Hotspur recusou quaisquer termos e Thomas Percy falou com o rei, trocando insultos. Henry Percy estava um pouco inclinado a aceitar a posição do rei, enquanto seu tio Thomas Percy não estava. As negociações terminaram perto do meio-dia, e as duas forças avançaram mais perto para a luta. Um rebelde, mais tarde perdoado, foi para o exército real e o rei cavaleirou vários de seus seguidores.

## Batalha
Cerca de duas horas antes do anoitecer, o rei Henrique IV ergueu sua espada. A batalha começou com uma enorme barragem de arco e flecha, flechas matando ou ferindo muitos homens antes que eles pudessem se encontrar corpo a corpo no campo. Os arqueiros de Cheshire de Percy mostraram-se geralmente superiores. Thomas Walsingham registrou como os homens do rei "caíram como folhas no outono, cada uma [flecha] atingiu um homem mortal". De acordo com a Crônica de Dieulacres, a ala direita do rei, sob o comando do Conde de Stafford (que foi morto), fugiu do campo. Muito mais do que esta ala pode ter fugido também, pois há evidências de que alguma bagagem foi saqueada e após a batalha os rebeldes de Cheshire foram "processados" por levarem cerca de 7 000 cavalos com eles. O príncipe Henrique, príncipe de Gales, foi atingido no rosto com uma flecha durante o combate, sofrendo um terrível ferimento. Mais tarde, ele se recuperou devido ao tratamento habilidoso do Médico Geral John Bradmore, que usou mel, álcool e um instrumento cirúrgico especialmente projetado para extrair a ponta da flecha. Ele ficou com uma cicatriz permanente. Bradmore registrou o tratamento do príncipe Henrique em seu manuscrito latino, Philomena. Um relato disso também pode ser encontrado no tratado cirúrgico de Thomas Morstede de 1446.
Muitos homens do rei permaneceram em campo, particularmente na ala esquerda, que estava sob o comando do Príncipe de Gales. Talvez em desespero, Hotspur liderou uma acusação destinada a matar o próprio rei, durante a qual o Estandarte Real foi derrubado e seu portador, Sir Walter Blount, foi hackeado por Archibald Douglas, 4º Conde de Douglas. Hotspur foi morto na acusação, supostamente baleado no rosto com uma flecha quando abriu a viseira. Sua morte inicialmente não foi percebida, e em algum momento logo depois os cavaleiros da Nortúmbria saudaram a morte de Henrique IV, exclamando "Henry Percy King!". Henrique IV não estava morto, no entanto, e retaliou gritando "Henry Percy está morto";  a ausência de uma resposta confirmou que Henry Percy estava realmente morto. A batalha terminou logo depois. Registra-se que muitos não sabiam quem havia vencido. As forças do rei sofreram maiores perdas do que os rebeldes, e Henrique IV quase perdeu sua vida e seu trono.

## Consequências
Henry Percy foi inicialmente enterrado por seu primo materno, Thomas Nevill, 5º Barão Furnivall em Whitchurch, Shropshire, com honras, mas logo rumores se espalharam de que ele não estava realmente morto. Em resposta, o rei mandou desenterrá-lo. Seu corpo foi salgado, montado em Shrewsbury empalado em uma lança entre duas mós no pelourinho do mercado, com um guarda armado, e mais tarde foi esquartejado e colocado em exibição em Chester, Londres, Bristol e Newcastle upon Tyne. Sua cabeça foi enviada para York e empalada no portão norte, olhando para suas próprias terras. Em novembro, seus restos mortais foram devolvidos à viúva Isabel.
O Conde de Worcester foi decapitado e Sir Richard Venables, Sir Richard Vernon e Sir Henry Boynton foram publicamente enforcados, desenhados e esquartejados em Shrewsbury em 23 de julho e suas cabeças exibidas publicamente, Thomas Percy na London Bridge.

Diz-se que a Igreja do Campo de Batalha foi erguida sobre o local da cova de sepultamento em massa cavada imediatamente após a batalha. Foi construída inicialmente como uma capela memorial, sob as ordens do rei Henrique IV e paga por ele, com orações e missas sendo ditas continuamente pelos mortos de ambos os lados. A capela foi substituída em 1460 por uma igreja, que foi restaurada em 1862. Um ralo que está sendo cavado em um canto do adro da igreja pode ter aberto inadvertidamente parte da cova do enterro. Os operários ficaram surpresos com a massa de ossos que, segundo eles, mostrava a natureza apressada dos enterros. Eles podem ter simplesmente descoberto um poço de charnel contendo ossos de várias idades diferentes. Em 2006, o programa da BBC Two Men in a Trench provou apenas que uma área a oeste da igreja não era de fato um cemitério. Havia outras duas igrejas do século 15 associadas a batalhas. O de Towton não existe mais, mas restos dele foram identificados como estando sob o atual Towton Hall pelo arqueólogo Tim Sutherland. O outro para a batalha de Wakefield ainda está na Wakefield Bridge. Nenhum dos dois estava perto do campo de batalha.

### Online
- Alastair Dunn, A kingdom in crisis: Henry IV and the battle of Shrewsbury: Alastair Dunn discusses the battle and its repercussions in its 600th anniversary year, History Today, August 2003